# Тусула
Тусула (фин. Tuusula) је град у Финској у округу Нова Земља. Према процени из 2006. у граду је живело 35.434 становника.

## Становништво
Према процени, у граду је 2006. живело 35.434 становника.
| 1990.  | 2000.  |
| ------ | ------ |
| 27.328 | 31.957 |